# Spinning Out
Spinning Out é uma série de televisão americana de drama criada por Samantha Stratton para Netflix. A primeira temporada estreiou em 1º de janeiro de 2020. Em fevereiro de 2020 a série foi cancelada após uma temporada.

## Premissa
Spinning Out segue "Kat Baker, uma patinadora do gelo em ascensão que é retirada de uma competição depois de uma desastrosa queda. Quando ela busca a oportunidade de seguir a carreira com uma dupla com um talentoso parceiro, ela arrisca expor um segredo que pode prejudicar toda a sua vida". Embora empolgante história, não se tem previsão para segunda temporada, frente a isso, a roteirista poderia satisfazer a curiosidade dos fans prolongando a série em um livro, que, possivelmente, poderia se tornar até mesmo uma trilogia. Esperaremos.

## Elenco

### Regular
- Kaya Scodelario como Kat Baker
- January Jones como Carol Baker
- Willow Shields como Serena Baker
- Evan Roderick como Justin
- Sarah Wright Olsen como Mandy
- Will Kemp como Mitch
- Kaitlyn Leeb como Leah
- Amanda Zhou como Jenn
- Mitchell Edwards como Marcus
- Svetlana Efremova como Dasha Glushenko

### Recorrente
- Johnny Weir como Gabe
- Charlie Hewson como Dr. Parker
- David James Elliott como James Davis

## Episódios

### 1.ª temporada (2020)
| N.º na série | N.º na temp. | Título                    | Dirigido por              | Escrito por                       | Lançamento           |
| ------------ | ------------ | ------------------------- | ------------------------- | --------------------------------- | -------------------- |
| 1            | 1            | "Now Entering Sun Valley" | Elizabeth Allen Rosenbaum | Samantha Stratton                 | 1 de janeiro de 2020 |
| 2            | 2            | "Welcome to the Family"   | Elizabeth Allen Rosenbaum | Samantha Stratton                 | 1 de janeiro de 2020 |
| 3            | 3            | "Proceed With Caution"    | Matt Hastings             | Paul Keables                      | 1 de janeiro de 2020 |
| 4            | 4            | "Keep Pinecrest Wild"     | Matt Hastings             | Elizabeth Peterson                | 1 de janeiro de 2020 |
| 5            | 5            | "Two for $40"             | Matt Hastings             | Leon Chills                       | 1 de janeiro de 2020 |
| 6            | 6            | "Have a Nice Day!"        | Norma Bailey              | Jenny Lynn                        | 1 de janeiro de 2020 |
| 7            | 7            | "Healing Times May Vary"  | Norma Bailey              | Elizabeth Higgins Clark           | 1 de janeiro de 2020 |
| 8            | 8            | "Heal is Real"            | Jon Amiel                 | Paul Keables & Elizabeth Peterson | 1 de janeiro de 2020 |
| 9            | 9            | "#1 Mom"                  | Matt Hastings             | Lara Olsen                        | 1 de janeiro de 2020 |
| 10           | 10           | "Kiss & Cry"              | Jon Amiel                 | Samantha Stratton                 | 1 de janeiro de 2020 |

## Produção

### Desenvolvimento
Em 11 de outubro de 2018, foi anunciado que a Netflix havia dado à produção uma ordem de dez episódios. A série foi criada por Samantha Stratton, que também deve servir como co-showrunner com Lara Olsen. Stratton e Olsen também farão parte da produção executiva da série ao lado de Joby Harold e Tory Tunnell, com Matt Schwartz atuando como produtor co-executivo. A empresa de produção será Safehouse Pictures.

### Seleção de elenco
Juntamente com o anúncio, foi confirmado que Emma Roberts iria estrelar a série. Em 31 de outubro de 2018, foi relatado que Roberts havia saído da série, devido um conflito em sua agenda. Em dezembro de 2018, foi anunciado que Kaya Scodelario havia sido escolhida para substituir Roberts no papel de Kat Baker. Também foi anunciado que Willow Shields, Evan Roderick, Johnny Weir, Sarah Wright, Will Kemp, Kaitlyn Leeb, Amanda Zhou e Mitchell Edwards foram escalados em papéis regulares. Em 16 de janeiro de 2019, foi relatado que January Jones havia se juntado ao elenco em um dos papéis principais. 21 de fevereiro de 2019, foi anunciado que Svetlana Efremova e Charlie Hewson foram escalados em papéis regulares e recorrentes respectivamente.

### Cancelamento
A Netflix anunciou em 3 de fevereiro de 2020 o cancelamento da série após apenas uma temporada por conta do baixo número de visualizações. A série possui um final em aberto.